# Shawon Dunston
Pour les articles homonymes, voir Dunston.
Shawon Donnell Dunston (né le 21 mars 1963 à Brooklyn, New York, États-Unis) est un joueur des Ligues majeures de baseball ayant évolué pour six équipes de 1985 à 2002.
Ce joueur d'arrêt-court étoile est surtout connu pour ses douze saisons passées chez les Cubs de Chicago.

## Carrière
Shawon Dunston est le choix de première ronde des Cubs de Chicago en juin 1982, devenant le tout premier athlète sélectionné par un club du baseball majeur cette année-là.
Il amorce sa carrière chez les Cubs, jouant son premier match le 9 avril 1985, et y passe douze saisons, s'illustrant comme le joueur d'arrêt-court de confiance de l'équipe et évoluant à l'avant-champ aux côtés de son partenaire de double jeu, le joueur de deuxième but étoile Ryne Sandberg. Reconnu pour la puissance de ses relais à l'avant-champ, Dunston est considéré comme l'un des meilleurs joueurs de sa génération au poste d'arrêt-court, mais passe sa carrière dans l'ombre d'Ozzie Smith, spectaculaire arrêt-court de l'équipe rivale des Cubs, les Cardinals de Saint-Louis. Même si Smith monopolise le Gant doré du meilleur joueur défensif durant cette époque, Dunston est néanmoins invité à deux reprises au match des étoiles du baseball majeur, honorant des sélections en 1988 et 1990.
Le 28 juillet 1990 à Montréal contre les Expos, Dunston devient l'un des rares joueurs à réussir 3 triples dans un même match et le premier depuis Craig Reynolds pour Houston en 1981,.
Défensivement, il mène les joueurs d'arrêt-court de la Ligue nationale pour les retraits (putouts) en 1986, 1988 et 1991, en plus de terminer deuxième à ce chapitre en 1990. Il mène également la Nationale pour les assistances à l'arrêt-court en 1986.
Dunston connaît trois saisons de plus de 60 points produits avec les Cubs, dont un record personnel de 69 en 1995. Il totalise au moins 20 buts volés à quatre reprises, dont 30 pour Chicago en 1988 et 32 dans une saison 1997 partagée entre Chicago et Pittsburgh. En 1989, il aide les Cubs à remporter le championnat de la division Est de la Ligue nationale, mais l'aventure de l'équipe se termine en Série de championnat après une défaite devant San Francisco.
Il ne joue que 95 parties au total en 1993 et 1994, années durant lesquelles il subit une opération au dos.
Il quitte Chicago après la saison 1995 pour évoluer une année (1996) pour les Giants de San Francisco. Rapatrié par les Cubs début 1997, il est échangé en cours de saison aux Pirates de Pittsburgh. Il joue en 1998 pour les Indians de Cleveland mais termine la saison avec son ancien club, les Giants, qui font son acquisition en cours d'année en même temps que le stoppeur José Mesa. Dunston débute 1999 avec les Cardinals de Saint-Louis avant, une fois de plus, d'être échangé durant la saison, cette fois aux Mets de New York. Il utilise son statut d'agent libre pour retourner aux Cardinals en 2000. Puis il signe avec les Giants pour les saisons 2001 et 2002, ses deux dernières dans le baseball majeur. En 2002, il obtient pour la première fois une chance de jouer en Série mondiale, mais son club s'incline en sept parties devant les Angels d'Anaheim et rate le titre ultime de justesse. Dunston frappe néanmoins un coup de circuit et produit trois points lors de cette série finale contre Anaheim.
Pendant les dernières années de sa carrière, Dunston délaisse la position d'arrêt-court et joue surtout au champ extérieur.
Shawon Dunston dispute 1814 parties en 18 saisons dans les Ligues majeures. Sa moyenne au bâton en carrière est de ,269 avec 1597 coups sûrs, 292 doubles, 62 triples, 150 circuits, 668 points produits, 736 points marqués et 212 buts volés.
Éligible pour la première fois en 2008 pour l'élection au Temple de la renommée du baseball, Dunston ne récolte que 0,2 % du vote et voit son nom rejeté des futurs bulletins.
Son fils Shawon Dunston, Jr. est drafté en juin 2011 par les Cubs de Chicago, qui le sélectionnent au 11e tour.
En 2014, il est membre du personnel des Giants de San Francisco et supervise les situations d'arbitrage vidéo en cours de match.